# Alexius a druhové
Svatý Alexius a druhové je v římskokatolickém kalendáriu označení pro sedm florentských kupců, kteří v polovině 13. století založili na Monte Senario Řád služebníků Mariiných, známý též jako řád servitů. Bývají oslavováni společně, a jejich svátek bývá také zván Svatých sedmi zakladatelů řádu servitů.

## Sedm svatých
Ze skupiny svatých bývá obvykle jmenovitě uveden pouze Alexius Falconieri, ostatních šest je shrnuto jako jeho druhové, společníci. Tito ostatní byli: Bonfilius Monaldi, Bonajuncta Manetti, Manettus dell'Antella, Amadeus Amidejský, Hugo Lippi-Ugoccioni a Sosteneus di Sostegno. Poté, co zaopatřili své původní rodiny, uchýlili se na Monte Senario, kde si postavili prostý dům a začali žít jako řeholní komunita. Jejich způsob života posléze oslovil další lidi a nakonec byl v roce 1233 potvrzen nový řád, řazený mezi řády žebravé. Prvním hlavním představeným, tzv. generálním superiorem nového řádu se stal Bonfilius Monaldi.
Skupina zakladatelů řádu servitů byla v roce 1725 beatifikována papežem Benediktem XIII., v roce 1888 pak papež Lev XIII. tyto zakladatele kanonizoval.